# 危險地帶

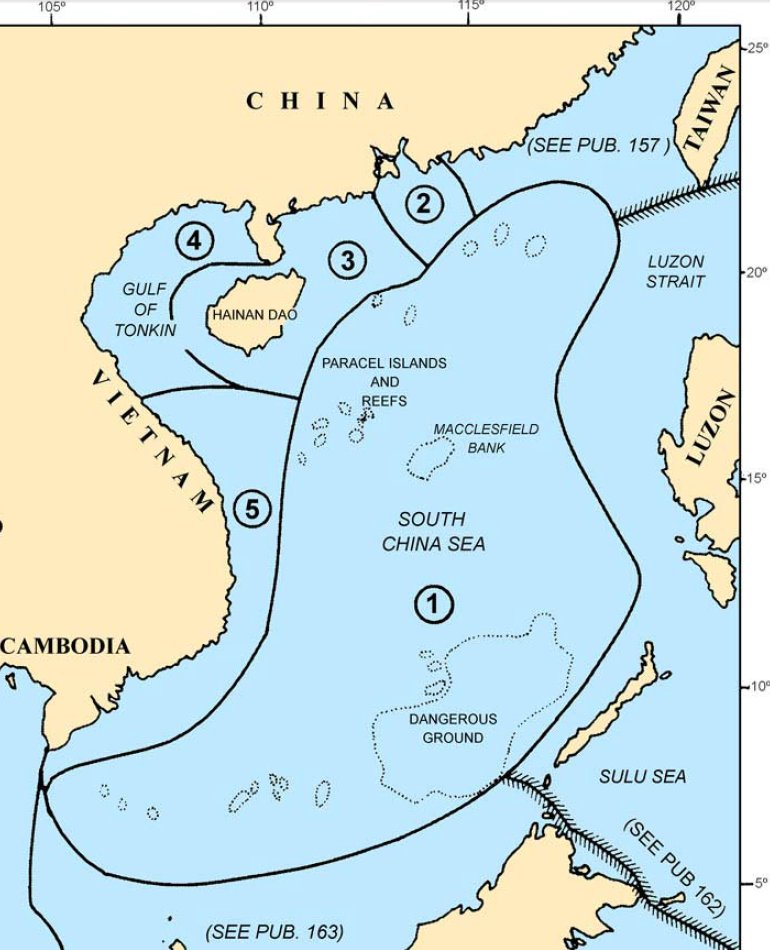
地圖中“Dangerous Ground”即南海的「危險地帶」

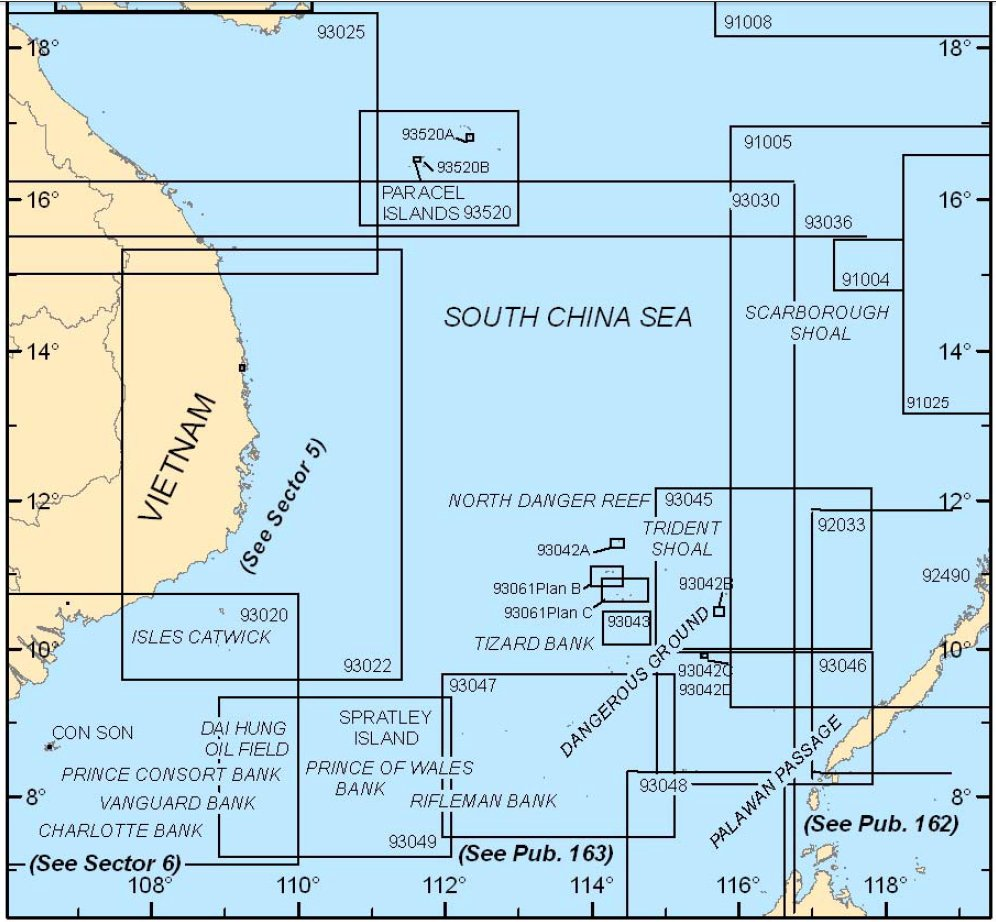

危险地帶（英語：Dangerous Ground）是南中國海中一片存有眾多低岛（珊瑚岛）、沙洲、暗礁及淹沒於水中的環礁的大面積區域。其中的暗礁經常從超過一千米的水深急速上升。
危險地帶的地理範圍没有精确定义，但大致相等於南沙群岛東半部的周邊海域，即一个從西南到东北大约340海里（630公里）的长方形区域。最廣闊之處約175海里（324 公里），而面積約為52,000平方海里（178,000平方公里） 。它约位於北緯7.5–12°N、東經113-117°E，即巴拉望岛以西及巴拉望通道之西北。根據美國國家地理空間情報局文獻，其中心为 10°N 115°E / 10°N 115°E。

危險地帶的測量不完善和準確，故船隻在危險地帶中航行非常危險。新加坡到香港的主要航線皆選擇通過危險地帶以西 或東的海域。 《海军航行方向》 對通過危險地帶有以下警告:
「因為各次對危險地帶的測量的準確性有衝突，不論地圖的比例，一些暗沙和暗礁可能出現於一份地圖而不出現於另一份地圖中。於危險地帶較少人認識的區域中，暗沙和暗礁標示的深度和位置可能存在相当大的错误。 避免危险地帶是水手唯一保障安全的方法。」
於晴朗的日子，危險地帶中的海水通常呈綠藍色、並且透澈至24-42米（79-138呎）。

## 边界

### 西北
约 10至12°N，113-115°E；《航行方向》pp8–10。
- 1.21 雙子群礁–北部和西部部分
  - 貢士礁、北子島、南子島
- 1.22 雙子群礁–南部和东部部分；永登暗沙與樂斯暗沙
  - 奈羅礁、東南暗沙、東北暗沙、北子暗沙、永登暗沙、樂斯暗沙
- 1.23 中業群礁與周邊海域
  - 中業島、渚碧礁
- 1.24 道明群礁 
  - 南鑰島、楊信沙洲
- 1.25和1.26 鄭和群礁
  - 鴻庥島、南薰礁、敦謙沙洲、太平島、舶蘭礁、安達礁
- 1.26 鄭和群礁以西
  - 福祿寺礁、大現礁、小現礁

### 東北
约10至12°N、115至117°E； 《航行方向》pp10–11。
- 1.27 道明群礁以東
  - 蒙自礁、火艾礁、西月島
- 1.27 中業群礁以東
  - 三角礁、祿沙礁
- 東北區域之北– 禮樂灘
  - 大淵灘、雄南礁
- 1.27和1.28 東北區域之中央
  - 五方礁、馬歡島、費信島、和平暗沙、火星礁、安塘灘、安塘礁、半路礁
- 1.29 東北區域之東 
  - 神仙暗沙、海馬灘、莪蘭暗沙、紅石暗沙

### 東南
约8至10°N、115至117°E； 《航行方向》pp11–12。
- 1.30和1.31 東南區域之東
  - 半月礁、蓬勃暗沙、艦長礁
- 1.32 東南區域之中央
  - 仙賓礁、牛車輪礁、仁愛礁
- 1.33和1.34 東南區域之西
  - 美濟礁、信義礁、仙娥礁

### 西南
约8至10°N，113-115°E； 《航行方向》 pp12–13。
- 1.34和1.35 九章群礁
  - 赤瓜礁、鬼喊礁、景宏島、牛軛礁、染青沙洲、瓊礁
- 1.36 西南區域之中央
  - 石盤仔、六門礁、南華礁
- 1.37
  - 畢生礁、無乜礁、司令礁
- 1.38 
  - 榆亞暗沙、光星仔礁、安渡灘
- 1.39
  - 簸箕礁、南海礁、光星礁、柏礁

## 危險地帶以外
《航行方向》pp13段–15.
南沙群岛中不位於危险地帶的其他島嶼包括：
- 1.41–1.43 危險地帶以西
  - 永暑礁、尹慶群礁、南威島
- 1.44–1.48 危險地帶以南及西南
  - 安波沙洲、南薇灘、彈丸礁

## 领土争端
许多危險地帶中的岛屿有主權争议。

## 外部連結
- C.S. Hutchison, V.R. Vijayan, "What are the Spratly Islands?" Journal of Asian Earth Sciences 39:371–385, 2010 PDF（页面存档备份，存于）
- David Hancox, Victor Prescott, "A Geographical Description of the Spratly Islands and an Account of Hydrographic Surveys Amongst Those Islands", Maritime Briefing (University of Durham) 1:6, 1995, ISBN 1-897643-18-7 full text （页面存档备份，存于）